# مشيرفة قبلية (إدلب)
مشيرفة قبلية قرية سورية تتبع ناحية التمانعة في منطقة معرة النعمان في محافظة إدلب. بلغ عدد سكانها 493 نسمة في عام 2004 حسب إحصاء المكتب المركزي للإحصاء.